# Восток (шлюп)
Шлюп «Востокъ» (рос. шлюп «Востокъ», досл. «шлюп Схід») — військовий шлюп, корабель 1-ї Дивізії, першої експедиції флоту Російської імперії до Південного полюса 1819–1821 років під командуванням Фабіана (Фадея) Беллінсгаузена. Експедиція і всі її учасники фактично були співучасниками відкриття Антарктиди (у складі експедиції також був шлюп «Мирний»).

## Історія
Судно було спущене на воду із стапеля Охтинської верфі в Санкт-Петербурзі в 1818 році.
16 (н.с.) липня 1819 року шлюп «Схід» під командуванням капітана II рангу Ф. Беллінсгаузена, начальника південнополярної експедиції, т.з. Першої дивізії, і шлюп «Мирний» під командуванням лейтенанта М. Лазарєва вийшли із Кронштадту і 28 січня наступного року досягли берегів (майбутньої) Антарктиди. Після ремонту в Порт Джексоні (Австралія) кораблі досліджували тропічну частину Тихого океану, а потім (12 листопада) 31 жовтня 1820 року знову узяли курс на Південний полюс.
(22 січня н.с.) 10 січня 1821 року шлюпи досягли найпівденнішої точки: 69° 53' п.ш. і 92° 19' з.д.. У 1821 році вони відкрили о.Петра I і Олександра I. (24 липня с.с.) 5 серпня 1821 року, закінчивши важке плавання, кораблі прибули до Кронштадту.
За 751 добу вони пройшли 49 723 милі (близько 92 300 км). Найважливішим підсумком експедиції, як писали у прижиттєвих біограмах Ф.Беллінсгаузена і М.Лазарєва, було, зокрема, відкриття 29 островів й перетин 70 гр. п.ш.. Радянські історики фактично дописали до звіту експедиції й тезу про першовідкриття шостого материка — Антарктиди. Завдяки майстерності мореплавців, шлюп "Востокъ" витримав усі випробування. На карту були нанесені нові острови, виконані складні океанографічні роботи, зібрано колекції, створено атлас і записник унікальних етнографічних описів. Зображення шлюпу "Востокъ" неодноразово з'являлось у найрізноманітніших виданнях. На згадку про це знаменне плавання в Росії була викарбувана медаль.
У 1828 році шлюп «Востокъ» був виключений зі списків флоту і розібраний.

## Пам'ять
На честь шлюпа названі:
- Острів у південній частині островів Лайн (Полінезія), відкритий під час експедиції
- Острів в Антарктиці
- Берег в Антарктиці
- Радянська (а відтак російська) антарктична науково-дослідна станція «Восток».

Крім того, за морською традицією, що давно встановилася, назва «Восток» перейшла до найбільшого науково-дослідного судна.
1994 року в Росії для серії «Первая русская антарктическая экспедиция 1819-1821» була викарбувана пам'ятна монета із відповідним реченням та додаванням слів «Восток» і "Ф.Ф.Беллинсгаузен". (Насправді експедиція була багатонаціональною, і що сьогодні лише додає їй великої історико-пізнавальної значущості.)

## У культурі

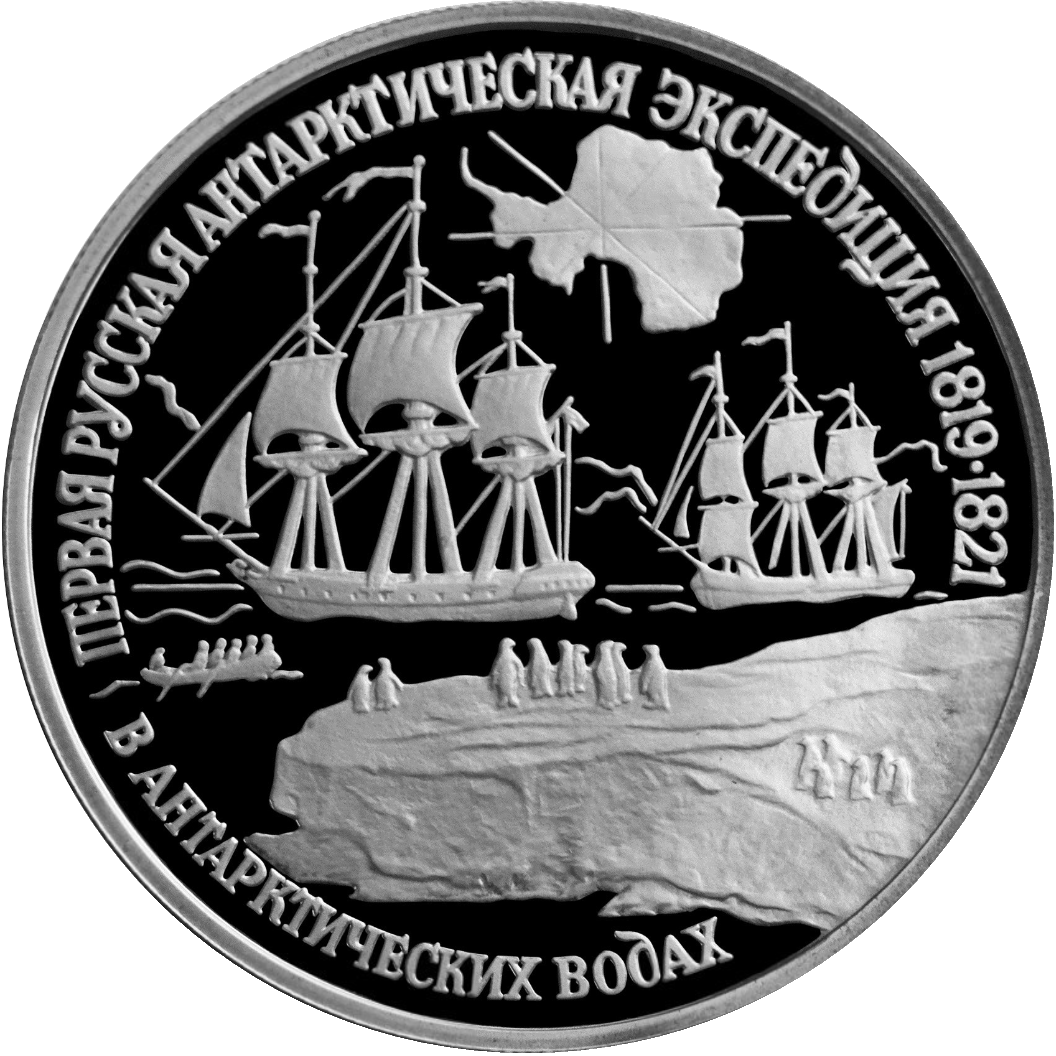
Монета ЦБ РФ. Ліворуч «Восток», справа «Мирный». 1994 рік.
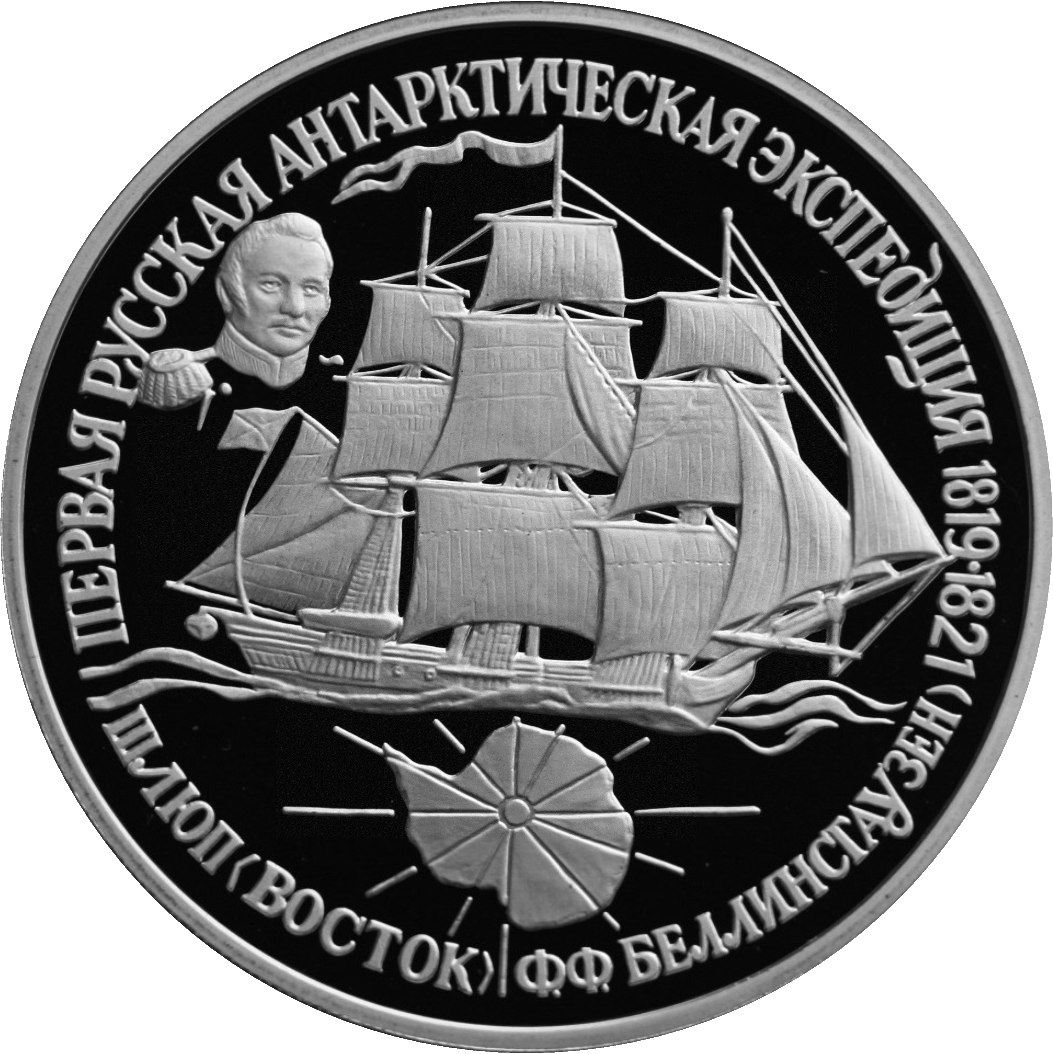
Монета ЦБ РФ, номінал 25 рублів. 1994 рік.